# O Dia do Curinga

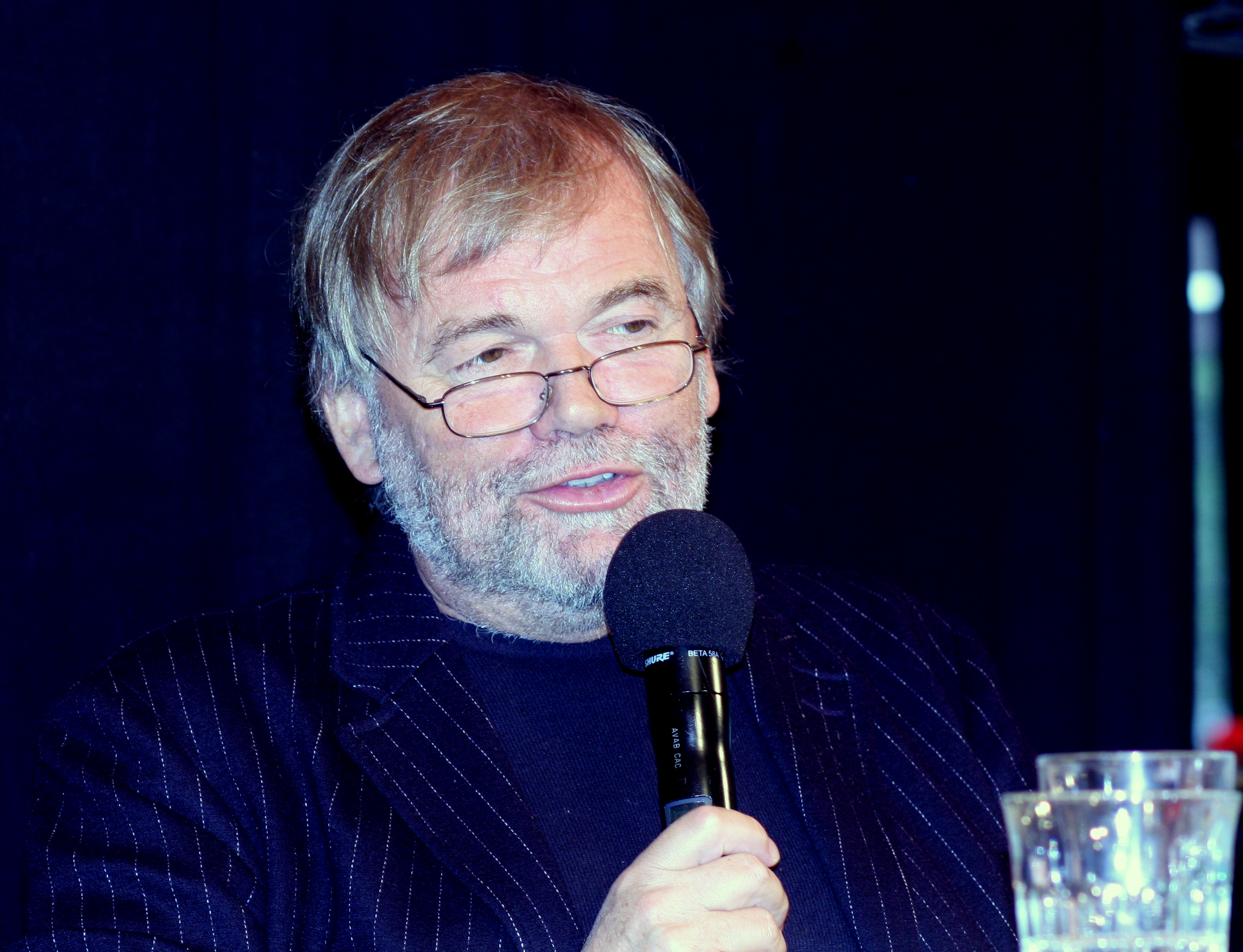
Gaardner em 2011

O Dia do Curinga é um livro escrito pelo norueguês Jostein Gaarder publicado originalmente em 1990 com o título Kabalmysteriet.

## Sinopse
O ponto de partida deste livro de Jostein Gaarder é a história de um garoto chamado Hans-Thomas e seu pai, que cruzam a Europa, da Noruega à Grécia, à procura da mulher que os deixou oito anos antes. No meio da viagem, um livro misterioso desencadeia uma narrativa paralela, em que mitos gregos, maldições de família, náufragos e cartas de baralho que ganham vida transformam a viagem de Hans-Thomas numa autêntica iniciação à busca do conhecimento - ou à filosofia. O dia do Curinga é a história de muitas viagens fantásticas que se entrelaçam numa viagem única e ainda mais fantástica - e que só pode ser feita por um grande aventureiro: o leitor.

## História
É a história de um menino norueguês de 12 anos chamado Hans-Thomas que está viajando pela Europa com seu pai em um Fiat vermelho, em busca da mãe que, quando Hans-Thomas tinha apenas quatro anos  saiu de casa "para se encontrar" e foi para algum local da Europa. Eles vão em busca dela em Atenas, pois haviam visto uma foto dela em uma revista de lá.
Na viagem, param em um posto de gasolina de uma só bomba, e um anão os atende. Atendendo ao pedido da indicação de um bom caminho, o anão indica um que faz um desvio até um povoado chamado Dorf (caminho este que, Hans-Thomas e seu pai descobrem depois, é mais longo).
Ainda no posto, o anão dá a Hans-Thomas uma lupa que diz ter sido feita por ele mesmo com um pedaço de vidro encontrado no estômago de um cervo.
Eles chegam a Dorf e passam a noite lá. Hans-Thomas passeia pela cidade, enquanto o pai se diverte no bar do hotel (seu pai tinha "um certo fraco por bebidas alcoólicas"). Hans-Thomas passa por uma padaria e se encanta por um aquário na vitrine, percebendo que nele faltava um pedaço do mesmo tamanho do vidro da lupa. No aquário, havia um peixinho que chama a atenção por ser alaranjado, vermelho, amarelo e verde.
Ao ver que Hans-Thomas tinha aquela lupa, o padeiro convida-o para entrar, lhe serve um refrigerante de pêra e lhe dá um saco com quatro pães doces. Ele fala para Hans comer o maior pãozinho apenas quando estiver sozinho. E diz também que um dia serviria para o menino uma bebida muito mais gostosa que aquele refresco.
Hans-Thomas reencontra seu pai e dá para ele um pãozinho, comendo ele mesmo outros dois, e deixando por último o maior. À noite, quando Hans-Thomas come o pãozinho, encontra dentro dele um livrinho, um pouco maior que uma caixa de fósforos, escrito com letras minúsculas. Usando a lupa que ganhara do anão, ele começa a leitura do livro.
E, a partir daí, enquanto seguem viagem, Hans vai lendo o livrinho e descobrindo os mistérios escondidos nele e, ao mesmo tempo, descobre mais coisas sobre seu pai, que adorava filosofar sobre a vida. Ao longo da narrativa, Hans-Thomas começa a filosofar como o pai, como num barco onde eles viajam. Pai e filho filosofam sobre as atitudes das pessoas.
O livro, escrito pelo padeiro que lhe entregara o livro, conta a história dele próprio (Ludwig, um ex-soldado), de seu mestre, Albert, que lhe ensinara a arte da panificação e do mestre de seu mestre, Hans (o nome é apenas uma coincidência, trata-se de um nome popular). Cada um vai contando sua história de vida e como seus destinos são entrelaçados e Ludwig relata tudo no livrinho.
Hans era um marinheiro que naufragara numa ilha e encontra uma "sociedade" um tanto estranha, que descobre ter sido criada por Frode, outro náufrago da ilha, que lhe conta sua história:
O navio de Frode naufragara e ele ficara anos e anos sozinho na ilha, apenas com um baralho 'para lhe fazer companhia'. Ao longo dos anos o baralho se desgasta a ponto de ficar quase impossível distinguir uma carta da outra. Frode, há muitos anos solitário, conversa com suas cartas e,em sua imaginação, elas respondiam. Ele imaginava cada carta como uma pessoa anã. Cada um tinha seu temperamento e personalidade, havendo semelhanças entre números e naipes.
Certa vez, perambulando pela ilha, Frode vê  o Valete de Paus e o Rei de Copas andando, exatamente como ele os havia imaginado, e, logo, surge todo o resto do baralho. Então Frode passa a conviver com as cartas, que tinham um pensamento muito limitado, principalmente por causa de uma certa “Bebida Púrpura”, que era deliciosa, promovendo reações indescritíveis ao ser ingerida, mas que em excesso destruía a mente.
É após exatos 52 anos da chegada das primeiras cartas, Valete de Paus e Rei de Copas, que Hans chega à ilha. Ele se espanta muito e não sabe se pode crer em seus olhos. Após Frode explicar-lhe tudo sobre a ilha, inclusive sobre o curioso calendário inventado por ele, revela que o dia seguinte seria o Dia do Curinga, um dia extra no calendário da ilha..
Neste dia, havia uma festa em que todos jogavam o Jogo do Curinga. O Curinga era um anão que tinha aparecido depois dos outros e nunca se inebriara com a Bebida Púrpura, sendo, portanto, o único ser pensante da ilha, além de Frode e, agora, de Hans.
Todas as cartas, a pedido do Curinga, pensavam em uma frase e no início do Jogo do Curinga, elas eram declamadas. O Curinga, então, organizava as cartas em uma determinada ordem e cada uma declamava sua frase novamente.
As frases, antes desconexas, formavam agora uma história, revelando haver uma ligação entre os anões e uma habilidade além do entendimento de todos. A história formada é toda enigmática e descobre-se que se relaciona com a vida de Frode, de Hans, de Albert, de Ludwig e até de Hans-Thomas.
Neste dia, o Curinga revela aos anões que eles tinham surgido da imaginação de Frode e eles se rebelam, decidindo matar Frode e o Curinga. Os anões descobrem Frode já morto e Hans foge da ilha com o Curinga. A ilha começa a afundar e Hans tem tempo de pegar as cartas, que voltaram a ser cartas, e não mais anões. Hans também leva um aquário com vários peixinhos (daqueles coloridos, vistos por Hans-Thomas na padaria do povoado de Dorf), alguns objetos de decoração da casa de Frode e uma garrafinha da Bebida Púrpura.
Hans e o Curinga chegam à Europa e este foge para não mais reaparecer. Hans vai para o povoado de Dorf, na Suíça. Lá, abre uma padaria e, 52 anos depois, ensina o ofício de padeiro a um menino do povoado, Albert, que também ouve toda a história da Bebida Púrpura (inclusive a experimenta) e da ilha Mágica e herda tudo de Hans. Como novo padeiro de Dorf, Albert acolhe um soldado de vinte e poucos anos que bate em sua porta, Ludwig, cerca de 50 anos depois. (Todos estes fatos já estavam previstos pelo Jogo do Curinga).
Ludwig, seguindo a ‘tradição’, ouve o segredo da Ilha e da Bebida Púrpura, prova algumas gotas dela e se torna o novo padeiro de Dorf, após a morte de Albert.
É Ludwig quem entrega aqueles pães doces à Hans-Thomas, que descobre que o padeiro é seu avô paterno desaparecido, que engravidara sua avó durante uma guerra. Quando Hans-Thomas descobre tudo isto, ele e seu pai estão em Atenas e já encontraram a mãe.
Hans-Thomas liga todos os pontos da história e descobre que o anão que lhe dera a lupa era o Curinga fugido da ilha. À esta altura, Hans-Thomas não suporta mais guardar segredo de toda a história, como prometera ao padeiro Ludwig, e conta tudo para seus pais.
Os pais não acreditam e quando o menino ia mostrar para eles o livrinho, descobrem que havia um anão (o Curinga!) mexendo no carro e o que o livrinho sumira. O anão-Curinga nunca mais é visto.
Hans Thomas convence os pais a passarem por Dorf para averiguarem o caso do padeiro. Ao chegarem lá, eles encontram a avó paterna de Hans Thomas, que diz que o padeiro telefonara para ela, revelando ser mesmo o seu amado desaparecido. A avó diz também que Ludwig falecera no fim daquela tarde. Então Hans Thomas se desespera, mas, aos poucos, se acalma, vendo que os pais parecem começar a entender suas histórias 'malucas'.
Os quatro (pai, mãe, Hans-Thomas e avó) voltam para casa na Noruega. E Hans, cerca de seis anos depois, encerra o livro filosofando... Será que toda a história aconteceu mesmo? E qual foi o maior mistério dela? “Será que havia mesmo um livrinho dentro daquele pão doce maior do que os outros?”.
A única certeza dada por Hans-Thomas é “que um curinga continua perambulando pelo mundo”. E “ele se encarregará de não permitir que o mundo se acomode. A qualquer momento, em qualquer parte, pode aparecer um pequeno bobo da corte usando um barrete e uma roupa cheia de guizos tilintantes. Ele nos olhará nos olhos e perguntará: "Quem somos? De onde viemos?”. Assim como fazia na ilha e devemos fazer em nossas vidas.

## Ver Também
- Jostein Gaarder
- O Mundo de Sofia
- Filosofia